# Poronia erici
Poronia erici, auf Deutsch Großsporige Porenscheibe genannt, ist ein dungbesiedelnder Pilz aus der Familie der Holzkeulenverwandten.

## Merkmale

### Makroskopische Merkmale
Poronia erici bildet schalen- oder kreiselförmige Fruchtkörper auf Dung verschiedener Säugetiere aus, die einen Durchmesser von 1,5–6 mm aufweisen. Sie besitzen ein kurzes Stielchen, das bis zu 6, selten bis zu 20 mm lang sein kann, vor allem, wenn der Dung in die Krautschicht oder in den Boden eingesenkt ist. Die Außenseite ist schwarz-braun, bei Trockenheit eher grau-braun gefärbt. Sie ist rau, manchmal etwas längsrunzelig und manchmal mit einer Verzweigung. Die Stielbasis und das umgebende Substrat sind meist von einem braun gefärbten Myzel überzogen. Die Oberseite ist jung konkav, bald aber flach ausgebreitet und beinhaltet 1–10, manchmal bis zu 20 eingesenkte Perithecien, die die Oberseite punktiert erscheinen lassen.

### Mikroskopische Merkmale
Die zylindrischen, an der Basis etwas stielartig verschmälerten Asci besitzen einen stark amyloiden trichterförmigen Apikalapparat, haben jeweils acht Ascosporen und werden 160–220 (bis zu 320) × 20–40 (bis zu 50) µm groß. Die Ascosporen sind ein- bis zweireihig angeordnet, sind länglich-ellipsoid, manchmal auch spindelförmig geformt. Sie erreichen eine Größe von 25–33 × 14–20 µm. Sie sind bei Reife schwarz und beinhalten viele kleine Tröpfchen. Die zahlreichen zylindrischen Paraphysen sind hyalin und septiert und werden 2–6 µm breit.

### Ähnliche Arten
Poronia erici ist äußerlich kaum von der ebenfalls in Europa vorkommenden Poronia punctata zu unterscheiden, die etwas größer, sicher aber nur mikroskopisch zu unterscheiden ist, da Poronia erici deutlich größere Sporen besitzt. Poronia erici besitzt nierenförmige Sporen von 25–28 × 6–10 µm Größe. Noch im 19. Jahrhundert recht weit verbreitet, ist sie inzwischen sehr selten. Die dritte in Europa beschriebene Löcherscheibe Poronia oedipus ist indes durch ihren langen Stiel und ihre im Alter schwarze Scheibe zu unterscheiden. Sie ist in Europa äußerst selten und scheint eher in Mittelamerika und im Süden der USA verbreitet zu sein.

## Verbreitung und Ökologie

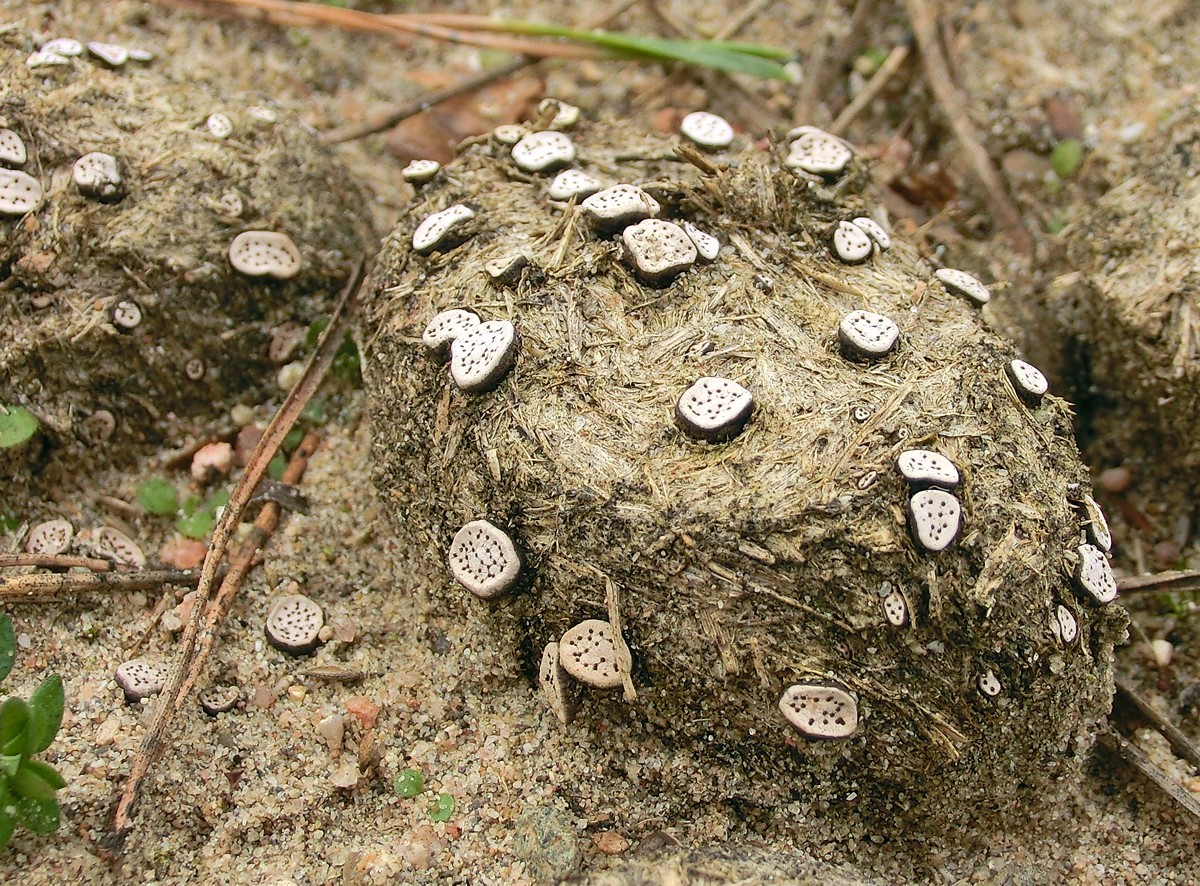
Dung als typisches Habitat (hier Eselsdung)

Poronia erici wurde ursprünglich nur als Besiedler von Kaninchendung und ausnahmsweise Schafsdung in Küstennähe beschrieben. Er scheint aber auch auf Pferde- und Eselsdung und auch in küstenfernen Gebieten vorzukommen. Er ist aus Europa (Großbritannien, Niederlande, Belgien, Deutschland, auch Zentralspanien, Dänemark) bekannt. Vermehrt scheint er auch in Australien vorzukommen, wo er auf Dung verschiedener Beuteltiere (Kängurus, Wallabys) lebt. Spekuliert wird über eine Einschleppung von Poronia erici aus Australien nach Europa.

## Systematik
Poronia erici wurde 1988 von Lohmeyer & Benkert erstbeschrieben. Typuslokalität ist hierbei die Insel Hiddensee. Die relativ späte Erstbeschreibung ist auf eine starke Ähnlichkeit mit Poronia punctata zurückzuführen.